# Les Grands Cimetières sous la lune
Les Grands Cimetières sous la lune est un pamphlet de l'écrivain français Georges Bernanos, paru en 1938, dans lequel celui-ci dénonce violemment les répressions franquistes de la guerre d'Espagne.
« Témoignage d'un homme libre », Les Grands Cimetières sous la lune est la deuxième œuvre de Bernanos en tant que pamphlétaire, après La Grande Peur des bien-pensants (1931). L'ouvrage est d'abord publié sous forme d'articles réguliers dans Sept (revue dominicaine très ouverte à l'autonomie des laïcs par rapport à l'Église), à laquelle succédera Temps présent.
Le pamphlet consommera définitivement la rupture avec l'Action française entamée six ans plus tôt.

## L'œuvre
Bernanos, alors en proie à de grandes difficultés financières, était parti à Palma de Majorque en octobre 1934 « car la vie y était moins chère et le poisson pour rien ». En juillet 1936, Bernanos a d'abord de l'admiration pour le soulèvement franquiste, notamment à cause des religieux qui, au début du conflit, furent massacrés par les républicains. Son fils, Yves, s'engage d'ailleurs dans la Phalange espagnole.  Pourtant, il ne tardera pas à déserter celle-ci.  Car peu à peu, devant l'enchaînement de barbarie qui saisit franquistes et républicains, écœuré de l'attitude complice du clergé espagnol et des réactions intellectualisantes venues de France, Georges Bernanos est choqué. En janvier 1937, il évoque l'arrestation par les franquistes de « pauvres types simplement suspects de peu d'enthousiasme pour le mouvement [...] Les autres camions amenaient le bétail. Les malheureux descendaient ayant à leur droite le mur expiatoire criblé de sang, et à leur gauche les cadavres flamboyants. L'ignoble évêque de Majorque laisse faire tout ça. »
Il écrit alors Les Grands Cimetières sous la lune en affirmant lui-même avoir commencé ce travail quasi-expiatoire en voyant passer dans des camions des condamnés à mort qui savaient seulement qu'ils allaient mourir : « J'ai été frappé par cette impossibilité qu'ont les pauvres gens de comprendre le jeu affreux où leur vie est engagée. [...] Et puis, je ne saurais dire quelle admiration m'ont inspirée le courage, la dignité avec laquelle j'ai vu ces malheureux mourir ». Alors qu'il a été éduqué dans l'horreur des événements français de 1793, Bernanos ne comprend pas l'attitude complice de ceux qui se donnent l'apparence d'être des braves gens. Alors qu'il réside encore à Palma de Majorque, sa tête est mise à prix par Franco.
Dénonçant d'abord la toute-puissance des « imbéciles » et des « bien-pensants », la « résignation » petite-bourgeoise, l'idolâtrie de l'ordre établi  et « l'ignoble prestige de l'argent » (p. 37), l’absurdité des divisions politiques et idéologiques, le « patriotisme niais » de Paul Déroulède et de Paul Claudel, Bernanos en appelle à l'honneur des hommes.
Il dénonce tristement cette spirale de la guerre qui enferme les individus dans des réactions collectives dont ils ne sont plus les maîtres. Et à ceux qui parlent de guerre sainte, il répond : « Ce n'est pas avec Hoche ou Kléber, c'est avec Fouquier-Tinville et Marat que vous avez trinqué ». Le livre fit scandale en France à sa sortie chez Plon.
Bernanos écrit une première version de ce texte lors de son séjour à Majorque, entre mai 1936 et avril 1937, mais égare ensuite le document en quittant l'île, le 27 mars 1937. De retour en France, il écrit alors une seconde version, entre mai 1937 et avril 1938. Publié en 1938, l'ouvrage remporte un succès considérable, et la première édition est épuisée en 15 jours.

## Les réactions
- Extrait de la lettre de la philosophe Simone Weil, qui s'est engagée aux côtés des Républicains, à Georges Bernanos :

« On part en volontaire, avec des idées de sacrifice, et on tombe dans une guerre qui ressemble à une guerre de mercenaires, avec beaucoup de cruautés en plus et le sens des égards dus à l'ennemi en moins. Je pourrais prolonger indéfiniment de telles réflexions, mais il faut se limiter. Depuis que j'ai été en Espagne, que j'entends, que je lis toutes sortes de considérations sur l'Espagne, je ne puis citer personne, hors vous seul, qui, à ma connaissance, ait baigné dans l'atmosphère de la guerre espagnole et y ait résisté. Vous êtes royaliste, disciple de Drumont — que m'importe ? Vous m'êtes plus proche, sans comparaison, que mes camarades des milices d'Aragon — ces camarades que, pourtant, j'aimais.  Ce que vous dites du nationalisme, de la guerre, de la politique extérieure française après la guerre m'est également allé au cœur. J'avais dix ans lors du traité de Versailles. Jusque-là j'avais été patriote avec toute l'exaltation des enfants en période de guerre. La volonté d'humilier l'ennemi vaincu, qui déborda partout à ce moment (et dans les années qui suivirent) d'une manière si répugnante, me guérit une fois pour toutes de ce patriotisme naïf. »

- Albert Camus dans Alger républicain[7] :

« Bernanos est un écrivain deux fois trahi. Si les hommes de droite le répudient pour avoir écrit que les assassins de Franco lui soulèvent le cœur, les partis de gauche l'acclament quand il ne veut pas l'être par eux. Il faut respecter l'homme tout entier et ne pas tenter de l'annexer. »

- Emmanuel Mounier définit le pamphlet de Bernanos comme « un livre de prophète »[6].

## Autour de l'œuvre
- Article d'Aragon sur « Les Grands cimetières sous la lune » in revue Europe no 187 (15 juillet 1938) p. 403 sq et d'autres commentaires p. 416 sq.
- La préface de l'œuvre est citée par le personnage d'Alexandre dans le film de Jean Eustache, La Maman et la Putain (1973).
- Le roman Pas pleurer, de Lydie Salvayre, qui a obtenu le Prix Goncourt en 2014, est basé sur les souvenirs de la mère de l'auteure et se déroule pendant la guerre civile espagnole. Des extraits des Grands Cimetières sous la Lune sont cités tout au long du roman et servent de filigrane à celui-ci. L'évolution de la pensée de Bernanos est mise en parallèle à celle des personnages du roman.

## Éditions
- Georges Bernanos, Les Grands Cimetières sous la lune, Paris, Le Castor astral (préface de Michel del Castillo), 2008.
- Georges Bernanos, Les Grands Cimetières sous la lune, Paris, Seuil, 1995.